# Сельский Пахарь
Се́льский Па́харь — хутор в Лабинском районе Краснодарского края.
Входит в состав Вознесенского сельского поселения.

## География
Хутор находится на расстоянии 32 км к юго-востоку от города Лабинск, административного центра района.

## Население
| 2002 | 2010 |
| ---- | ---- |
| 43   | ↘21  |

## Улицы
На хуторе имеется одна улица — Степная.